# عمر یحیی رباح
عمر یحیی رباح (انگلیسی: Omar Yahya؛ زادهٔ ۲۰ ژوئن ۱۹۹۲) یک ورزشکار است.